# Phoeniconotius
Phoeniconotius je izumrli prapovijesni rod ptica iz reda plamenaca. 
Bio je monotipičan, sastojao se samo od jedne vrste, Phoeniconotius eyrensis. Vrsta je živjela od ranog miocena do kasnog oligocena (prije oko 25-20 milijuna godina). Fosili ovog plamenca nađeni su u južnoj Australiji, kod jezera Eyre, koje je za vrijeme tog razdoblja bilo ogromno i plitko slano-alkalno jezero. U istom razdoblju živio je još jedan plamenac, Phoenicopterus novaehollandiae.
Oblik tijela mu je bio sličan kao i kod današnjih plamenaca, samo su mu nožni prsti bili malo manji. Po strukturi stopala sličniji je ždralovkama nego plamencima. Zbog nepotpunih nalaza, visina (najvjerojatnije oko 1.5 metara) i raspon krila se ne mogu još odrediti, ali ipak se zna da je bio jedan od najvećih ljudima poznatih plamenaca. Vrlo je vjerojatno da je bio više prilagođen životu u plitkoj vodi ili na kopnu. 